# MPSE Career Achievement Award
Der MPSE Career Achievement Award (bis 1998: MPSE Lifetime Achievement Award) wird von den Motion Picture Sound Editors seit 1985 anlässlich der jährlichen Verleihung der Golden Reel Awards für das Lebenswerk eines Tontechnikers verliehen. In der Regel werden Sound Editors oder Sound Designer mit dem Preis gewürdigt; im Jahr 2013 wurde erstmals ein zeitgenössischer Foley Artist ausgezeichnet.

## Preisträger des MPSE Career Achievement Awards
- 1985: Murray Spivack
- 1986: nicht vergeben
- 1987: Edwin G. Scheid
- 1988: Frank E. Warner
- 1989: Norval D. Crutcher
- 1990: nicht vergeben
- 1991: James MacDonald (postum)
- 1992: nicht vergeben
- 1993: Kay Rose
- 1994: Samuel Michael Horta
- 1995: Alan R. Splet (postum)
- 1996: Peter Berkos
- 1997: Jack Donovan Foley (postum)
- 1998: Douglas H. Grindstaff
- 1999: nicht vergeben
- 2000: nicht vergeben
- 2001: Charles L. Campbell
- 2002: Fred J. Brown
- 2003: nicht vergeben
- 2004: Don Hall
- 2005: Gary R. Rydstrom
- 2006: Else Blangsted
- 2007: Richard L. Anderson
- 2008: Bill Wistrom
- 2009: Ben Burtt
- 2010: Larry Singer
- 2011: Walter Murch
- 2012: George Watters II
- 2013: John Roesch
- 2014: Randy Thom
- 2015: Skip Lievsay
- 2016: Richard King
- 2017: Harry Cohen
- 2018: John Paul Fasal
- 2019: Stephen H. Flick
- 2020: Cece Hall
- 2021: Dennis Drummond
- 2022: Anthony J. Ciccolini III
- 2023: Gwendolyn Yates Whittle
- 2024: Dane A. Davis
- 2025: Greg Hedgepath